# Святогор (самолёт)
«Святогор» — русский самолёт, прототип бомбардировщика, был спроектирован конструктором В. А. Слесаревым.
В самолёте был применен ряд новейших решений[каких?], которые были позже перенятые другими конструкторами. Крупнейший в то время самолёт; построен 13 марта 1916 года, доводился до 1921 года, однако совершить полёт так и не смог.

## Разработка
Работа над «Святогором» началась в 1913 году конструктором Василием Слесаревым. Проект был закончен в 1914 году.
Это был огромный деревянный биплан с крыльями и фюзеляжем, обшитыми тканью. Самолёт передвигался с помощью двух больших винтов, каждый — 6 метров в диаметре. Всё в самолёте было огромным; носовое колесо было 1,5 метра в диаметре и четыре задние колеса были по 2 метра в диаметре. 
При конструировании Слесарев ориентировался на двигатели марки «Мерседес» мощностью 300 л.с. Они были размещены внутри фюзеляжа, чтобы обеспечить возможность их обслуживания во время полёта. Двигатели приводили во вращение 5,5-метровые пропеллеры с относительно невысокой частотой - до 400 оборотов в минуту. Слесарев считал, что воздушные винты большого диаметра с малой частотой вращения должны повысить взлётные характеристики аппарата и увеличить дальность полёта. В годы Второй мировой войны эта идея нашла научное подтверждение в работах немецких авиаконструкторов.
Самолёт пробудил большой интерес к себе, но это не помогло с финансированием проекта до Первой мировой войны. После начала ПМВ Россия отчаянно нуждалась в самолётах, и авиатор М. Э. Малынский (богатый польский помещик), «желая послужить родине в тяжёлую годину её борьбы с австро-немцами», предоставил 100 000 рублей финансирования. Строительство началось в декабре 1914 года.
Так как подходящие двигатели было трудно найти, Слесарев пытался смонтировать двигатели, снятые с подбитых цеппелинов. Когда это не привело к успеху, он связался с французскими авиастроителями и получил некоторое количество двигателей марки «Рено», которые имели мощность в 220 л. с. Они прибыли в январе 1916 года. Несмотря на то, что к этому времени деньги были истрачены, Слесарев продолжал разработку самолёта за свой счет. Проект застопорился из-за проблем с трансмиссией, необходимой для привода винтов от двигателей, находящихся в фюзеляже. 
В феврале 1916 года сборка самолёта была завершена на заводе Владимира Лебедева в Петрограде. В марте начались испытания. В ноябре состоялась пробежка «Святогора» по лётному полю и попытка подлёта. Самолёт уверенно бежал по полю, но не смог оторваться от земли из-за недостаточной мощности двигателей. 
Была назначена комиссия, которой предстояло определить дальнейшие перспективы. Однако из-за революции, вопрос о дальнейшей судьбе «Святогора» надолго был снят. 
В 1921 году инженер Е.Н.Сивальнев предложил установить на самолёте двигатели мощностью 360 или 400 л. с., для чего требовалось усилить или изготовить заново нижнее крыло.
В этом же году Слесарев был убит.
В 1923 году «Святогор» был разобран, так никогда и не поднявшись в воздух.
Академик Сергей Чаплыгин и профессор Владимир Ветчинкин отмечали, что в отношении аэродинамики и конструкции «Святогор» значительно опередил своё время. 

## Технические характеристики
- Экипаж: 3 человека
- Длина: 21,0 м[1]
- Размах крыла: 36,0 м[1]
- Максимальная скорость (расчётная): 100 км/ч
- Практический потолок (расчётный) 2500 м[1]
- Площадь крыла: 180 м²
- Вес пустого: 3200 кг
- Максимальный взлётный вес: 6500 кг[1]
- Двигатели: 2 × Renault, 149 кВт (200 л. с.) каждый